# Devil May Cry 2
Devil May Cry 2 (デビルメイクライ2?, Debiru Mei Kurai 2) è un videogioco del 2003 per PlayStation 2, prodotto dalla Capcom. È il seguito di Devil May Cry. Come il predecessore, anche questo è un gioco d'azione con una colonna sonora metal/DnB, ma a differenza del primo capitolo lo scenario non è più soltanto gotico ma vi sono anche delle ambientazioni urbane. Il protagonista del gioco è Dante, un mezzo demone figlio del demone Sparda e dell'umana Eva, ma questa volta non sarà solo: sarà infatti accompagnato dalla bellissima Lucia, un'avvenente fanciulla dai capelli rosso fuoco. I due sono uniti per sconfiggere i demoni presenti nel villaggio di Lucia. Il gioco è giocabile sia con protagonista Lucia, sia con protagonista Dante. Cronologicamente si svolge successivamente agli eventi del primo capitolo.
Fu seguito a sua volta da Devil May Cry 3: Dante's Awakening. Venne incluso, insieme al predecessore e al successore, in varie raccolte: Devil May Cry 5th Anniversary Collection (2006) per PS2, Devil May Cry HD Collection (2011) per PS2, Xbox 360, PlayStation 3, PlayStation 4, Xbox One e Windows, Devil May Cry Triple Pack (2019) per Nintendo Switch.

## Trama
Devil May Cry 2 inizia con Lucia e Dante che entrano separatamente in un museo dove è conservato un oggetto importante chiamato Medaglia (un pezzo dell'Arcana). Dopo aver sconfitto un gruppo di demoni nel museo, Lucia invita Dante a seguirla sull'isola Dumary, dove viene presentato a Matier, sua madre. Matier spiega che una volta ha combattuto al fianco di Sparda, demone leggendario nonché padre di Dante (questo spesso verrà ricordato nel corso del gioco ed il cacciatore verrà chiamato "figlio di Sparda" più volte), per difendere l'isola dai demoni, e che adesso ha bisogno dell'aiuto di Dante per combattere Arius, un uomo d'affari internazionale che sta usando il potere demoniaco nel tentativo di conquistare il mondo. In risposta, Dante lancia una moneta e decide di aiutare quando esce testa. Dopo che Dante se ne va, Matier e Lucia discutono dell'"Arcana", un manufatto di cui Arius ha bisogno per evocare il demone Argosax. Da qui il gioco non sarà più in parallelo con quello di Lucia. La protettrice (così verrà chiamata Lucia all'inizio di ogni missione) parte in ricerca degli altri pezzi dell'Arcana.
Il cacciatore e la protettrice si incontreranno in seguito e Lucia darà a Dante l'ultimo pezzo dell'Arcana. La ragazza infine affronta Arius, che le rivela che lei non è altro che una sua creazione, e che da un momento all'altro potrebbe attaccare il mondo degli umani. La giovane rimane esterrefatta ed Arius pochi secondi dopo la incatena ad una parete. Contemporaneamente Dante rincontra Matier, che lo prega di prendere con sé i pezzi dell'Arcana ed andare ad aiutare Lucia. Il cacciatore lancerà nuovamente la moneta che, caduta su testa, determinerà la sua partenza per aiutare la protettrice. Arriva quindi da Arius, gli cede i pezzi dell'Arcana e si troverà a decidere tra lo scontro con Arius o la liberazione di Lucia: Dante deciderà di liberare la bella demone. In seguito i due correranno in giro per la città per spezzare i sigilli che apriranno il passaggio al palazzo di Arius. Dante va quindi da Arius, che non è riuscito ad attivare il portale per il mondo dei demoni. Dante gli rivela che quando gli aveva dato i pezzi dell'Arcana aveva scambiato la moneta Arcana (quella presa al museo) con la propria, dicendogli: "Una falsa moneta per un falso Dio". Una volta sconfitto Arius sembra tutto finito, ma non è così. Lucia prega Dante di ucciderla: gli rivela di essere un demone artificiale creato da Arius e che a causa di questo potrebbe impazzire ed attaccare gli umani da un momento all'altro. Improvvisamente la porta per il regno demoniaco si apre, nonostante il rituale di Arius fosse fallito: Dante si appresta a varcare il portale ma Lucia lo ferma dicendo che una volta entrato potrebbe non essere più capace di tornare indietro e che deve essere lei ad andare perché si ritiene sacrificabile. La ragazza esclama che sarebbe felice di morire come un'umana e dopo aver detto questo versa una lacrima: Dante se ne accorge e le dice che i demoni non piangono mai, la stessa cosa che aveva detto a Trish durante la sua avventura a Mallet Island. Esattamente come per Trish, le lacrime di Lucia significano che lei è 'più umana che demone'. Dopo aver asciugato il viso della ragazza, Dante decide che sarà la fortuna a decretare chi entrerà nel mondo dei demoni per affrontare Argosax: anche questa volta sarà il figlio di Sparda a vincere. Dante dà infine la sua moneta a Lucia ed entra nel portale. Lucia si accorge che la moneta di Dante è truccata, dato che su entrambi i lati c'è la stessa figura. 
In quel momento Arius torna in vita con delle sembianze demoniache: Lucia lo affronta e lo sconfigge. Contemporaneamente, Dante sta affrontando Argosax e solo dopo averlo sconfitto il potente demone rivela le sue vere fattezze: nella sua vera forma, Argosax prende il nome di The Despair Embodied e si presenta come un angelo di fuoco con le corna dal corpo androgino che cambia sesso in base agli attacchi. Dante riuscirà a sconfiggerlo per poi ucciderlo definitivamente tramite un colpo energetico proveniente da una delle sue pistole. A bordo di una moto, il mezzo demone attraversa il regno dei demoni e decide di "fare una capatina all'inferno". All'indomani della battaglia, Matier tenta di rassicurare Lucia sul destino di Dante, affermando che anche Sparda è tornato da un viaggio simile. Il finale del gioco mostra Lucia che aspetta Dante nel suo negozio mentre gioca con la moneta e ricorda ciò che il figlio di Sparda le ha detto prima di entrare nel mondo dei demoni ("il mio compito è cacciare i demoni" e "i demoni non piangono mai"); subito dopo si sente il rombo di una moto fuori dal negozio: Lucia corre e lascia cadere la moneta. All'interrogativo se si tratti di Dante non verrà data risposta.

## Modalità di gioco
In Devil May Cry 2, il giocatore guida Dante o Lucia attraverso diversi livelli, affrontando in combattimento gruppi di mostri. Il gioco consiste in missioni con specifici obiettivi. La performance del giocatore in ogni missione viene valutata da D ("Don't Worry") a S ("Showtime") in base al tempo impiegato a completare la missione, alla quantità di sfere rosse raccolte, alla "varietà" dimostrata in combattimento, all'utilizzo degli oggetti e ai danni subiti. Al contrario del resto del gioco, il sistema di valutazione dello "stile" di questo capitolo è ritenuto dalla critica il più rigido.
Il combattimento stesso ruota intorno allo "stile" dimostrato durante uno scontro. La valutazione ricevuta per lo stile può essere migliorata attaccando i nemici ripetutamente senza subire danni. Le valutazioni vanno da "Don't Worry", passando per "Come On!", "Bingo" e "Are You Ready?" fino ad arrivare al massimo, rappresentato da "Showtime". Se il personaggio subisce danno, la valutazione regredisce a "Don't Worry".
I comandi del gioco si basano su piccole sequenze di tasti per eseguire complesse azioni a schermo. Una grande novità per la serie è il pulsante di schivata, che permette a Dante e Lucia di rotolare, schivando gli attacchi nemici, e correre sui muri. Un'altra nuova meccanica è il pulsante per cambiare arma, che permette di alternare le armi a distanza senza dover obbligatoriamente passare all'inventario.
Il gioco presenta anche dei rompicapi ed elementi di esplorazione. Importante per la progressione è la raccolta di oggetti e sfere sparse per i livelli. Le sfere rosse possono essere spese per aumentare la potenza delle armi o acquisire nuove abilità. Esse contengono "sangue di demone condensato" e vengono anche lasciate dai nemici una volta sconfitti. Con queste sfere, Dante e Lucia possono anche acquistare vari oggetti, che possono servire a ripristinare parte della salute o persino a resuscitare dopo essere stati sconfitti.
L'abilità Devil Trigger consente a Dante e Lucia di trasformarsi in una forma demoniaca. Essa cambia il loro aspetto fisico, ne incrementa forza e difesa, ripristina lentamente la salute e permette di sferrare attacchi speciali o abilità passive, come una maggiore velocità o la capacità di volare. La durata del Devil Trigger dipende dall'apposita barra, che viene riempita attaccando i nemici e si svuota attaccando da trasformati. Unico a questo gioco è il Desperate Devil Trigger, una forma migliorata del Devil Trigger che Dante utilizza quando a corto di salute.
Una volta completata la storia di Dante a modalità difficile, i giocatori possono giocare anche nei panni di Trish. Il suo stile di combattimento è molto diverso da quello di Dante e può alternare fra la spada di Sparda e il combattimento a mani nude. A differenza di Dante e Lucia, non possiede un Devil Trigger, bensì un'aura di potenziamento.

## Equipaggiamento

### Spade
- Rebellion: spada standard di Dante, disponibile dall'inizio del gioco.
- Vendetta: spadone potente con un corto raggio d'azione.
- Merciless: una spada non molto potente ma con un ampio raggio d'azione.

### Amuleti
- del movimento: Aumentano il raggio d'azione e la velocità
- degli attributi: Donano caratteristiche agli attacchi
- di supporto: Danno varie abilità.

### Sfere
- Red Orb: contiene sangue demoniaco, ti consente di comprare nuove abilità, le ottieni per lo più quando uccidi un nemico;
- Green Orb: contiene fluido demoniaco, rigenera 3 livelli di salute, quando è al massimo la pietra rigenera l'indicatore potere demoniaco;
- White Orb: contiene lacrime demionache, riempie 3 livelli di potere demoniaco;
- Frammento Blu: allunga la linea della vita, quando ne hai 4 frammenti la puoi utilizzare;
- Blue Orb: allunga la linea della vita istantaneamente
- Purple Orb: allunga l'indicatore del potere demoniaco;
- Gold Orb: quando muori ti rigenera nel punto in cui sei stato sconfitto.

### Oggetti con poteri
- stella vitalità: ripristina 2 livello di vitalità;
- stella diabolica: ripristina 2 livelli di potere demoniaco;
- stella sacra: cura malesseri minori;
- odore di paura: ti protegge dai 3 attacchi successivi;
- acqua santa: elimina tutti i nemici nella videata.(non si presenta nel gioco)

## Nemici
- Finis (Agonofinis, Terreofinis, Mortfinis).

Questi demoni sono i primi che Dante e Lucia incontrano nel loro cammino. Assomigliano parecchio alle Marionette
del primo gioco per via della loro lentezza e debolezza. Sono degli scheletri racchiusi in alcune specie di gabbie
e possono essere armati di spade o scudi che possono lanciare sull'avversario come uno yo-yo. Nonostante i loro movimenti lenti
diventano pericolosi quando si trovano in gruppo.
- Puia.

Demoni con sembianze di avvoltoi. Possono attaccare come attaccano i normali rapaci ma sono in grado di sparare delle meteore
infuocate dalla bocca. La chiave per batterli è attaccarli con armi da fuoco rapide.
- Msira, Homromsira, Ghumsira e Jomothumsira.

Piccoli ma rapidi, questi esseri scimmieschi si muovono quasi sempre in gruppo e con i loro artigli possono dare
del filo da torcere ai malcapitati. Gli Homromsira hanno il potere del fuoco e delle fiamme; i Ghumsira sono velenosi
mentre i Jomothumsira, i più pericolosi, sono fatti di materiale sconosciuto simile all'ombra.
- Pyromancer, Auromancer e Brontomancer.

Demoni stregoni che hanno rispettivamente il potere del fuoco, del ghiaccio e del fulmine che riescono a richiamare
tramite i loro bastoni magici. Con i loro mantelli neri ricordano la figura della morte.
- Demonchorus.

Demone insettoide in grado di volare. Creano degli anelli magici attorno al nemico che si trasforma in fuoco.
- Goatlings, Bloodgoat, Abyssgoat.

Demoni caprini provvisti di ali con sembianze antropomorfe. Possono attaccarvi a terra oppure mentre volano evocando quattro sfere di energia; in gruppo possono risultare molto ostici.

## Boss
Tartarussian:
Un guerriero che fu incarcerato per il suo tradimento. Totalmente fuori controllo, esso ha due teste con un solo occhio azzurro, ed è ricoperto da un'armatura in acciaio; come armi usa due gigantesche palle chiodate. Sarà il primo boss di Lucia
Plutonian:
Fratello di Tartarussian, incarcerato per gli stessi motivi. Si presenta uguale a suo fratello tranne per il colore, ma quando si affronterà lui potrà attivare delle trappole.
Oranguerra:
Primo boss che affronterà Dante, si tratta di un gigantesco scimmione che possiede una forza bruta; ce ne sarà un altro in città con molta più vita anche se più piccolo.
Jokatgulm:
Secondo boss che affronterà Dante, appare come una piovra blu demoniaca, che oppone fra il suo corpo e il nemico dei tentacoli, è in grado di usare del veleno se qualcuno gli si avvicina.
Nefasturris:
È uno dei demoni più potenti del gioco, appare come un mostro intrappolato in un grattacielo, il suo aspetto fisico è simile a quello di una mummia.
Le sue abilità sono un raggio orizzontale che proviene dalla bocca (colpo più potente) e raggi di energia.
Dopo aver sconfitto tutto il suo corpo, rimarrà solo la sua testa detta Nefascapitis, la quale avrà anche colpi simili a quelli di Griffon.
Furiataurus:
Boss che affronterà Dante appena raggiunto il tetto degli elicotteri della base di Arius, è simile a un minotauro ed è avvolto dalle fiamme.
I suoi colpi sono una corsa con incornata, facile da evitare, colonne di fiamme e dopo di queste cercherà con la mazza di creare un vento per attirarvi contro esse.
Nocpteran:
Boss affrontato da Lucia, simile a una falena che vive nel mondo demoniaco, riesce a creare larve con le quali tentare di uccidervi.
Tateobesu:
Demone acquatico affrontato da Lucia, difficile da sconfiggere a causa dei suoi veloci movimenti. Esso si presenta come un'anguilla gigante.
Bolverk:
Questo boss si presenta con le fattezze di uno scheletro di color marroncino, sarà quello che vi combatterà più lealmente rispetto agli altri, accompagnato dai lupi fantasma Friki e Geri.
Phantom:
Si ripresenterà in questo capitolo Phantom, il che ci fa intuire che in Devil May Cry quello non era l'unico phantom, avrà gli stessi attacchi ma la sua resistenza calerà notevolmente.
Trismagia:
Questo potente demone è in grado di manipolare gli elementi e di usarli in battaglia. Della sua storia si sa poco, ma è ritenuto uno dei demoni più antichi, a quanto pare conosceva Sparda, infatti a Dante dice bruscamente di espiare i suoi peccati.
Arius:
Il capo dei demoni, colui che vuole ottenere il potere di Argosax, appare come un uomo di media statura con baffi francesi.
Nello scontro è aiutato dalle sue X (si pronuncia cai), le quali sono suoi esperimenti come Lucia ma, a differenza della protagonista femminile, non hanno caratteristiche umane.
Più in avanti viene posseduto e viene sconfitto da Lucia.
Argosax:
Dominava mezzo mondo demoniaco (l'altra metà divenne di Mundus) ma poi venne sconfitto da Sparda.
Boss che è formato da cinque dei boss affrontati (nefasturris, phantom, oranguerra, furiaturus, jokatgulm), più Griffon del primo Devil May Cry.
The Despair Embodied:
La vera forma di Argosax, si presenta come un angelo ricoperto dal fuoco con sedici ali munito di lame.
I suoi attacchi sono quelli frontali, dei pungiglioni lanciati dalle ali e delle fiamme.